# JFN CHEER UP!! STATION
JFN CHEER UP!! STATION（ジェイ・エフ・エヌ・チアアップ!!ステーション）はJFNC製作JFN系列全国ネット（一部の局を除く場合もある）で放送されているスポーツ日本代表応援番組。

## 2004年 アテネオリンピック
- 月曜日から日曜日 5:00-6:00
- TFM製作6センスは通常放送。JFNC製作Good morning! That's wakeman showは6時スタート。ウェイクマン5時台のみネットの地域はウェイクマン休止。ピープル、ニッポニアニッポンは休止。
- 通常は5時台休止中のエフエム愛媛でも5時から放送。
- 進行：TOKYO FM 永田実アナウンサー

## 2006年 トリノオリンピック
- 月曜日から日曜日 10:50-11:00

## 2006年 FIFAワールドカップ・ドイツ大会
- 2006年6月12日 21:30-21:40、24:09-25:00
- 2006年6月19日 21:30-21:40、24:09-25:00（一部地域：24:30まで）

### サッカー応援関連番組
- J-WAVE DJ：Sancha
- NACK5 サムライブルーへ届けこの声!
- FM-FUJI Go to the TOP
- FM PORT 日本!ファン!ファン!ファン!

## 2008年 北京オリンピック
- 「TOKYO FM Cheer Up Station」として、TOKYO FMエリアのみ、タペストリー内9:00から、ワンス内12:51から、ダイアリー内16:05頃から(ただしBibleとして)、ワンダフル・ワールド内18:00から（月 - 木）、その他17:50から（金）、8:55から（土日）、19:25から（土）、21:55から（日）、いずれも5分から15分の枠で放送している。そのため全国の系列各局では各局自社製作番組内で放送している。

## 2010年 バンクーバーオリンピック
- 2010年に入ってから「Cheer Up Station〜Countdown to Vancouver」（パーソナリティ：八木沼純子）として、TOKYO FMエリアのみ、13:50から放送された。その後2月に入ってからは全国ネットとなる（放送時間は局により異なる）。15日から26日の期間限定にて「JA全農 presents Cheer Up Station〜Countdown to Vancouver」としてONCE内12:10から放送されている（東京および「ONCE」12時台ネット局ではこの時間）。パーソナリティは柴田幸子と今井広海。

## 2014年 ソチオリンピック
- Cheer Up Station コレカラのソチ
- Cheer Up Station from Sochi

## 2014年 FIFAワールドカップ・ブラジル大会
- サッカー日本代表の Cheer up SONGS
- 日本戦生中継番組「Cheer Up Station～SAMURAI BLUE SPIRIT」
- 決勝戦生中継番組「Cheer Up Station～Road to Victory」 [1]

## 2021年 東京オリンピック
- 月曜日～金曜日 8:10-8:18
- TOKYO FM・JFN系『ONE MORNING』内で7月26日 - 8月6日に編成。ただし、FM三重・FMぐんまと8月6日のみ広島エフエムを除く。

- 8月8日 6:30-6:45　「CHEER UP! STATION まもなくスタート!」

男子マラソンスタートを前に放送された事前番組。進行は綿谷エリナ。
TOKYO FM-FM青森-FM岩手-FM秋田-FMぐんま-FM NIIGATA-FM長野-FMとやま-FM福井-FM岐阜-Kiss FM-広島FM-FM山陰-FM山口-FM香川-FM高知-FM福岡-FM佐賀-FMK-μFM-FM沖縄

## 2022年 北京オリンピック
- 月曜日～金曜日 8:10-8:18
- TOKYO FM・JFN系『ONE MORNING』内で2月7日 - 2月21日に編成。ただし、FM三重・FMぐんまを除く。